# Celui qui garde le ver
Celui qui garde le ver (titre original : Jerusalem's Lot) est une nouvelle de Stephen King qui fait partie du recueil Danse macabre publié en 1978. Elle a également été publiée en 2005 dans une édition de luxe du roman Salem. Elle a été adaptée en série télévisée.

## Résumé
La nouvelle est constituée d'une série de lettres et d'extraits d'un journal intime. En 1850, Charles Boone s'installe, avec son domestique Calvin McCann, dans un manoir dont il a hérité dans le comté de Cumberland. Ce manoir a la réputation d'être maudit et des bruits mystérieux se font entendre dans ses murs, que Charles attribue à des rats. Peu après leur arrivée, Calvin trouve la carte d'un village abandonné des environs, Jerusalem's Lot, et Charles et lui partent l'explorer. Ils trouvent dans l'église du village un livre en latin intitulé De Vermis Mysteriis (Les Mystères du ver). Quand Charles le touche, le sol se met à trembler et les deux hommes s'enfuient. Alors que les bruits dans les murs du manoir s'amplifient, Charles apprend que son grand-oncle Philip possédait De Vermis Mysteriis, s'en servait pour mener des cérémonies occultes, et a disparu, ainsi que toute la population de Jerusalem's Lot, en 1789. 
Charles et Calvin explorent la cave du manoir et y découvrent avec effroi deux morts-vivants. Ils prennent la fuite. Peu après, Calvin déchiffre le journal codé de Robert Boone, le grand-père de Charles, qu'il a trouvé dans la bibliothèque. Ce journal raconte comment Philip est devenu membre d'un culte impie dirigé par James Boon, un ancêtre de la famille, s'est enfoncé dans la folie et a acquis un exemplaire du De Vermis Mysteriis dans le but de réveiller « le Ver ». Charles se sent obligé de retourner à Jerusalem's Lot pour détruire le livre, et Calvin l'accompagne. Ils arrivent dans l'église dévastée et y sont encerclés par des morts-vivants. Dans un état second, Charles invoque le Ver avant de retrouver ses esprits. Le Ver apparaît et tue Calvin, puis repart quand Charles met le feu au livre. Charles, dernier de sa lignée, annonce son intention de se suicider pour mettre fin à la malédiction familiale.
En 1971, James Robert Boone, descendant d'un bâtard de Robert Boone, entre en possession du manoir ancestral et des documents de Charles. Il attribue les écrits de Charles à la folie mais lui donne raison sur un point : les bruits dans les murs laissent à penser qu'ils abritent d'énormes rats.

## Genèse
Cette nouvelle épistolaire est un hommage à Howard Phillips Lovecraft, notamment à la nouvelle Les Rats dans les murs, et fait plusieurs références au mythe de Cthulhu. De Vermis Mysteriis est un livre fictif inventé par Robert Bloch en 1935 et que Lovecraft a intégré à sa mythologie, alors que la nouvelle rend aussi hommage au Repaire du ver blanc, roman de Bram Stoker. Edgar Allan Poe est une autre influence majeure de cette histoire, le manoir des Boone s'inspirant de la demeure des Usher alors que le code à déchiffrer rappelle Le Scarabée d'or. Celui qui garde le ver sert par ailleurs de cadre historique au roman Salem.